# Pegaso (automerk)
Pegaso is een Spaans merk van auto's, vrachtauto's en autobussen, dat bestaat sinds 1946. Het is sinds 1991 onderdeel van Iveco. De naam is Spaans voor Pegasus.

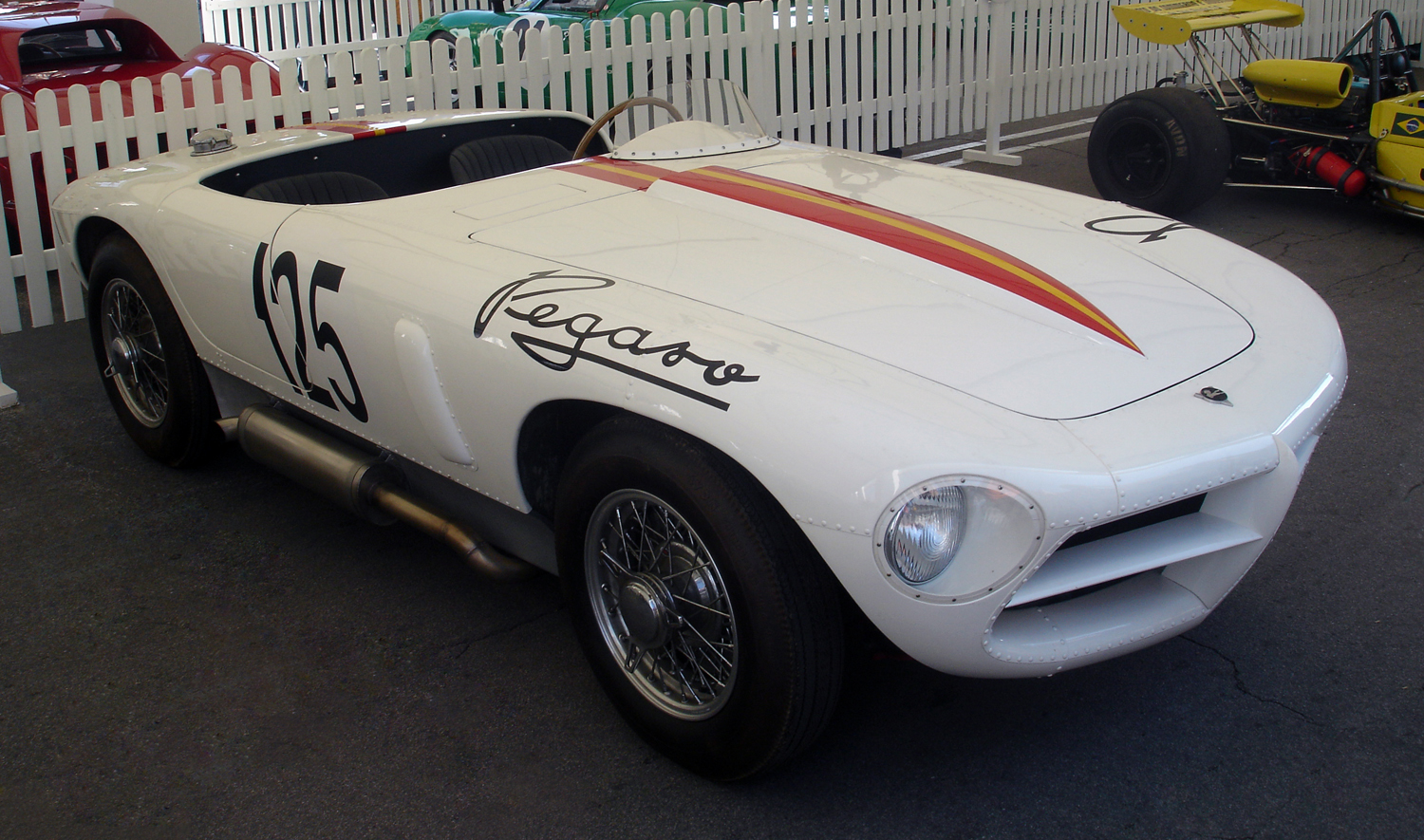
Pegaso Z-102 Spider Rabassada

## Geschiedenis
Pegaso was eigenlijk een voortzetting van de autoafdeling die Hispano Suiza in 1946 verkocht aan het Spaanse staatsbedrijf Empresa Nacional de Autocamiones SA (ENASA). Men produceerde zelfs nog een tijd onder de naam Hispano.

De Pegaso 1 is ook niks meer of minder dan de Hispano-Suiza 66G.
De eerste vrachtwagen zonder invloed van Hispano-Suiza was de in 1954 geïntroduceerde Z207. Pegaso investeerde in die tijd veel geld in techniek, maar verloor op de thuismarkt aandeel aan de goedkopere Barreiros. Men besloot daarom de goedkopere Leyland motoren in te bouwen. In 1968 mocht Pegaso voor de Spaanse Strijdkrachten een serie legertrucks met vierwielaandrijving produceren, waarvoor DAF het prototype, de DAF YA-414 maakte. In 1968 werd ook de bestelwagenmarkt betreden, door de overname van Sava.
Tot de oliecrisis in 1973 ging het goed met Pegaso, waarna het bedrijf in de rode cijfers terechtkwam. International Harvester kwam Pegaso te hulp, en overigens ook DAF. In 1982 deed International Harvester de Europese bedrijven weer van de hand, vanwege financiële problemen op de Amerikaanse markt. In 1984 kocht ENASA de Britse vrachtwagenfabrikant Seddon Atkinson en bracht deze onder bij Pegaso. Meer dan een toegang tot de Britse markt leverde dit niet op; Seddon Atkinson zou gewoon motoren van Cummins blijven inbouwen. Pegaso ontwikkelde intussen de eigen (10,5 en 11,9 liter) zescilindermotoren door, wat in 1985 resulteerde in de Tecno-serie, met 340 pk turbo intercooling. Tevens ging Pegaso met DAF een samenwerking aan om een nieuwe cabine te ontwerpen, waarvoor de firma Cabtec werd opgericht. Dat leidde in de zomer 1987 tot de nieuwe Troner. Tot 1990 bleef Pegaso echter marktaandeel verliezen, ondanks een nieuwe 400 pk motor. Hierop besloot de Spaanse overheid de fabriek in de verkoop te zetten.
In 1990 deden twee Duitse vrachtwagenfabrikanten een bod op de moedermaatschappij van Pegaso. Daimler-Benz en MAN wilden een belang van 80% in ENASA verkrijgen, maar de transactie werd geblokkeerd door het Duitse kartelbureau. In september van dat jaar maakte Iveco bekend 60% van de aandelen Enasa te zullen kopen. In januari 1991 betaalde Iveco hiervoor 10,2 miljoen dollar. Pegaso telde toen circa 5.500 medewerkers. De overname plaatste IVECO op de derde plaats van West-Europese vrachtwagenfabrikanten met een jaarlijkse productie van zo’n 94.000 voertuigen. IVECO kreeg ook een optie voor zes jaar om de resterende aandelen te kopen.

## Foto's

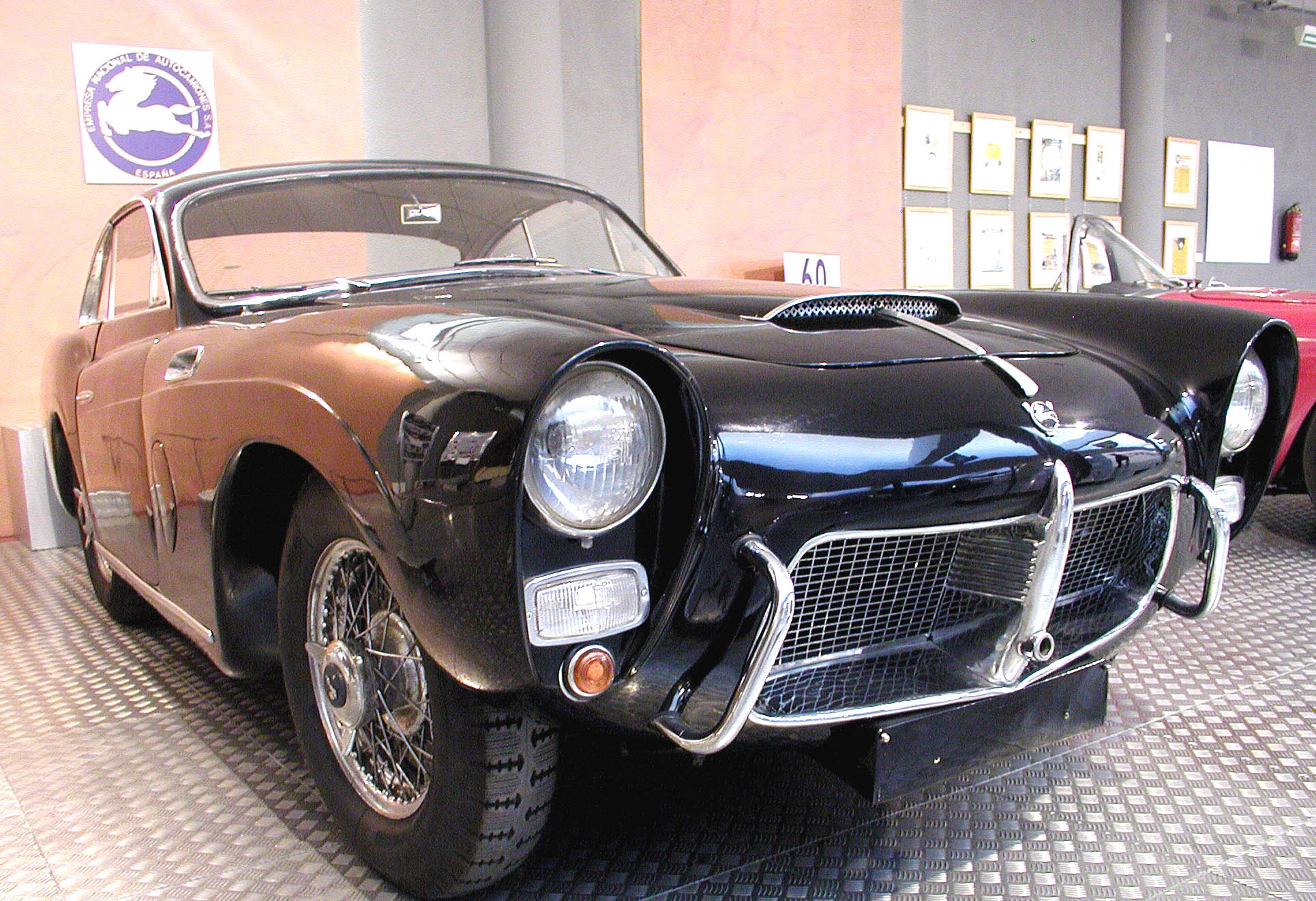
Pegaso Z102 met Saoutchick-carrosserie
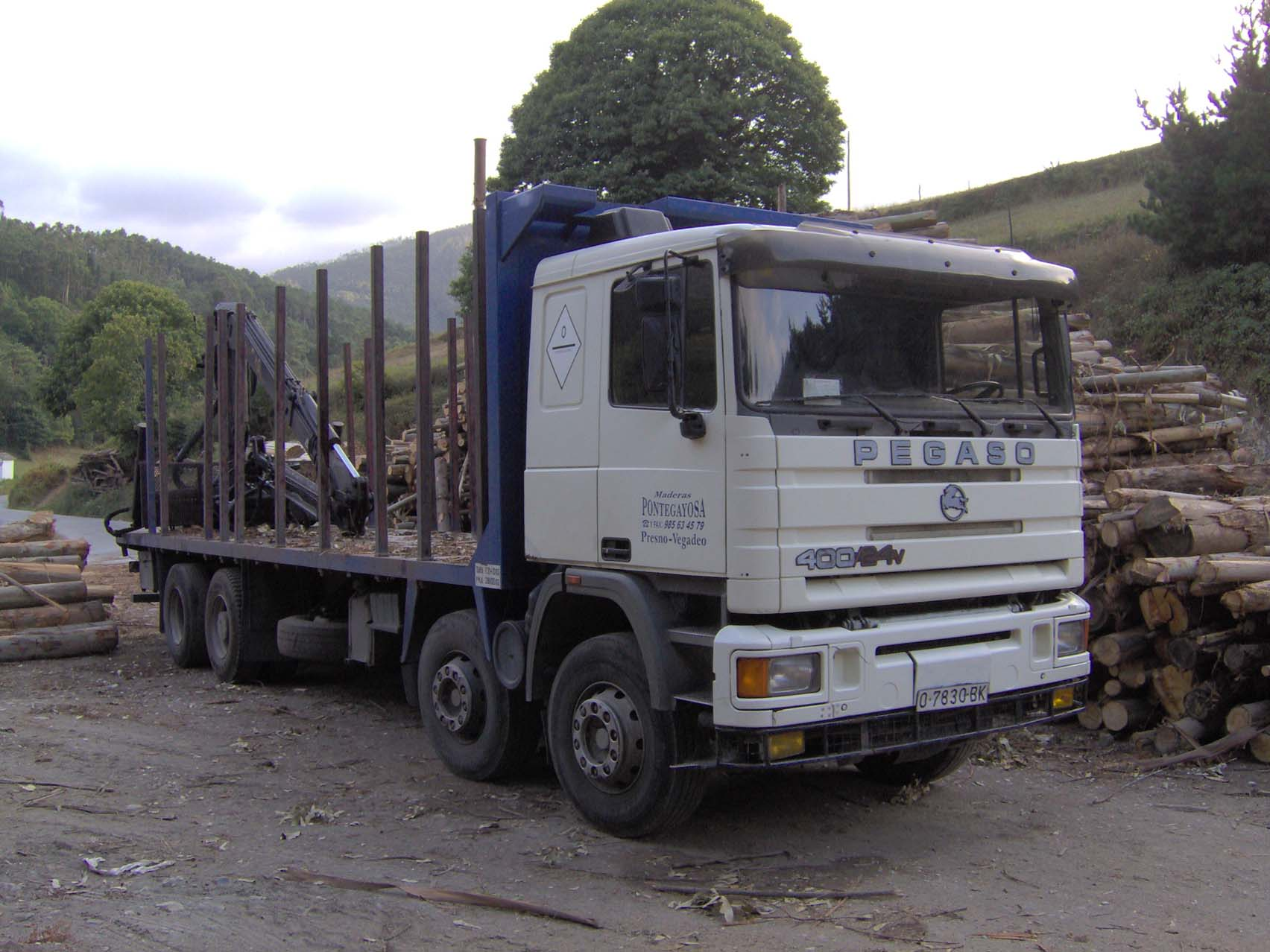
Pegaso Troner
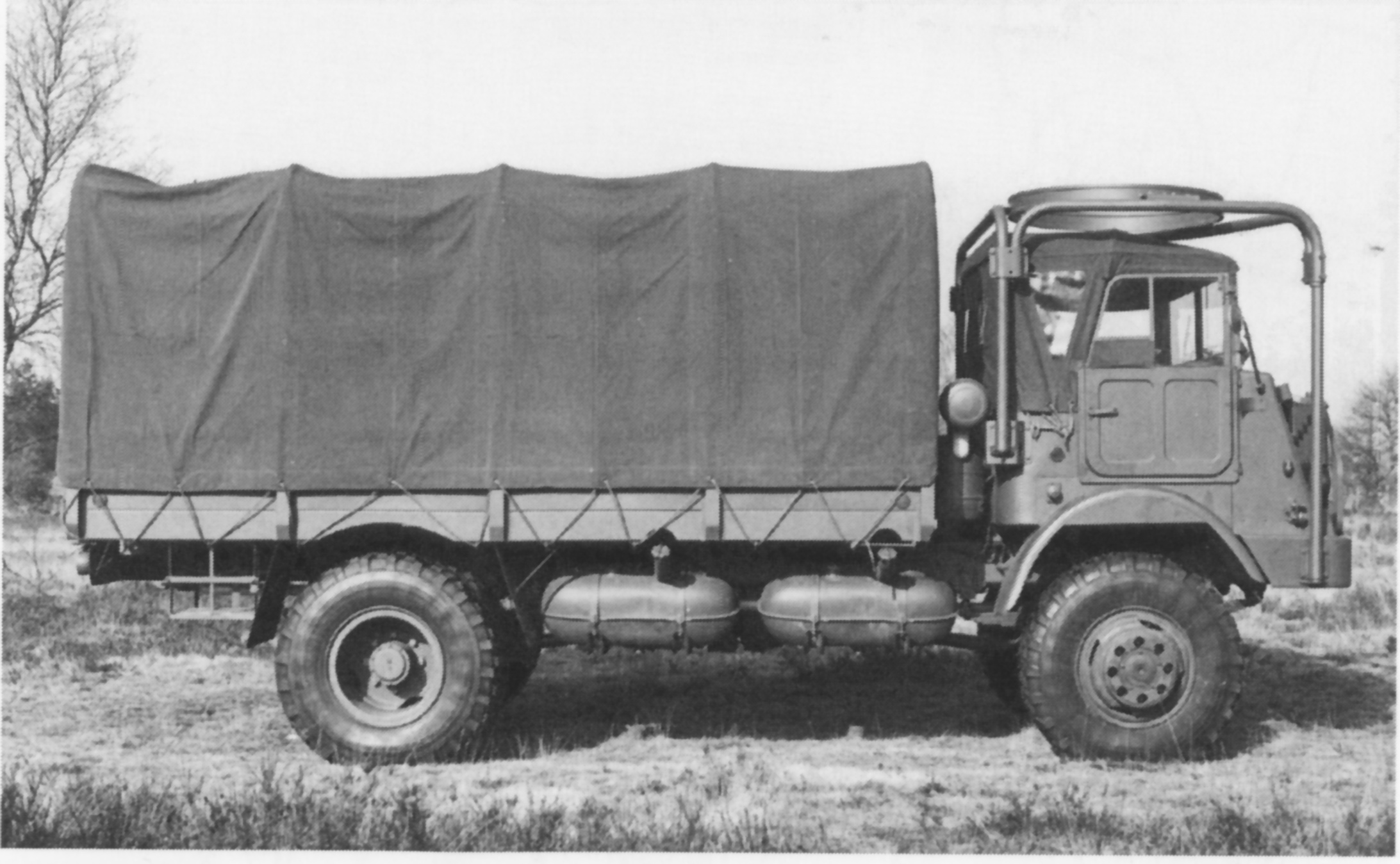
Pegaso 3045D 4x4
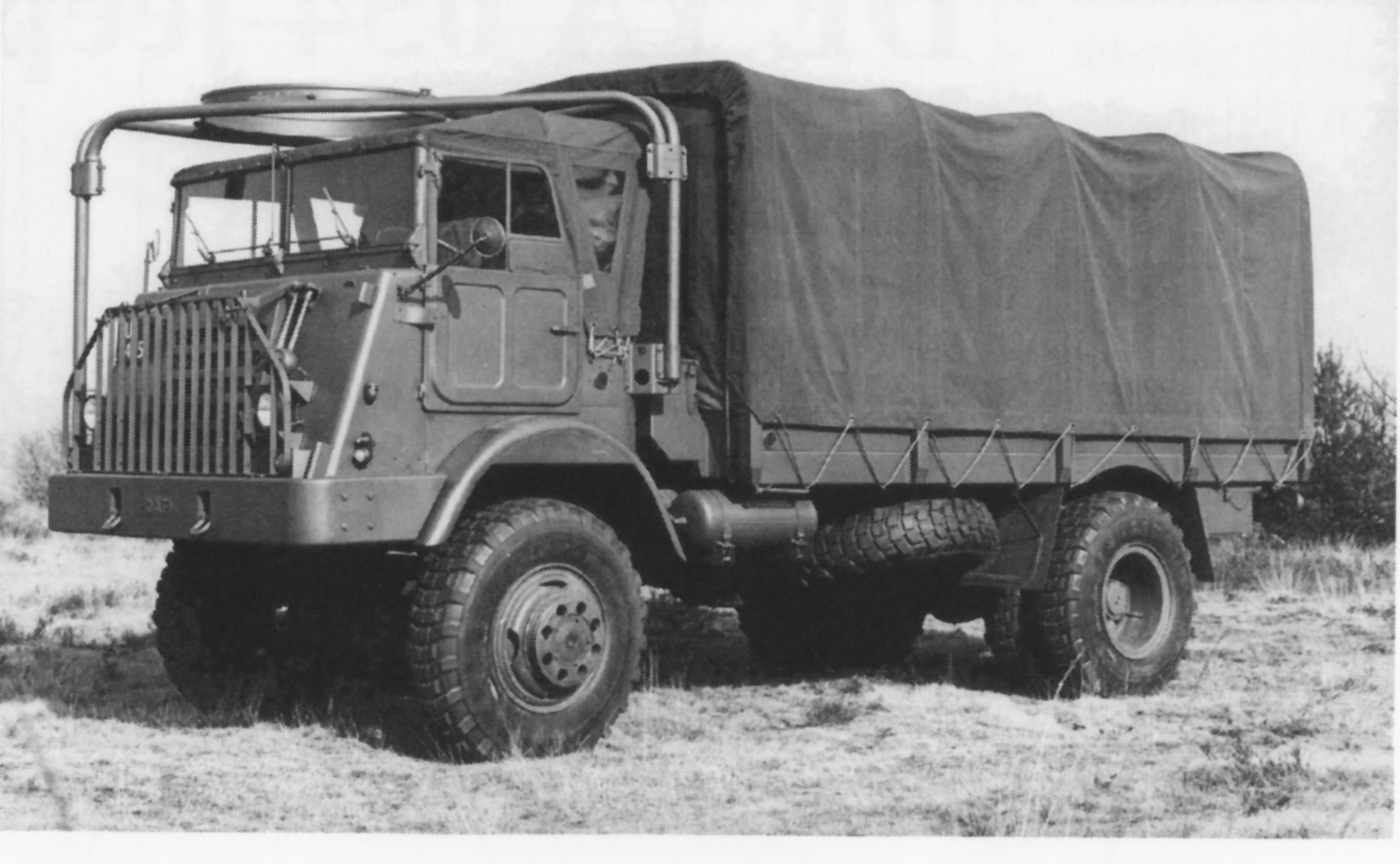
Pegaso 3045D
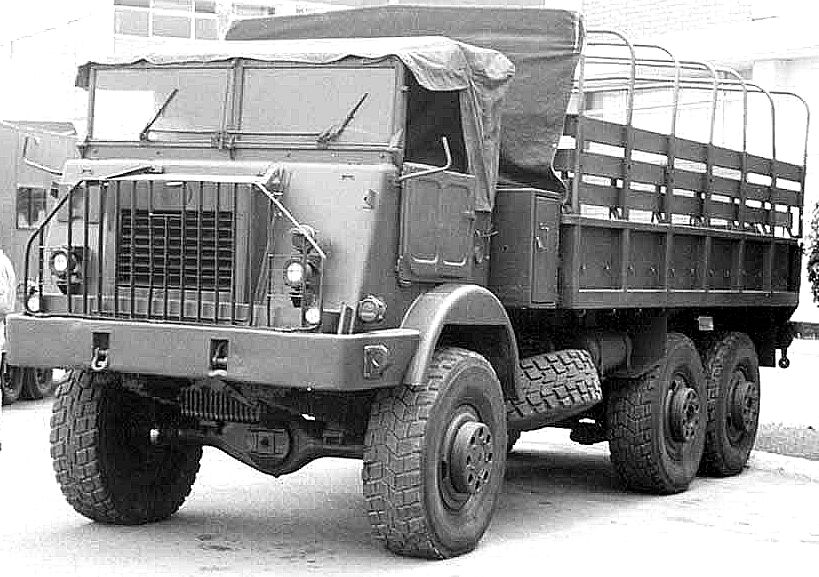
Pegaso 3050 6x6

- Catàleg d'autoritats de noms i títols de Catalunya: 981058528145406706
- Library of Congress Control Number: no98119032
- Virtual International Authority File: 152763153